# Charlie Ericson
Charlie Ericson, folkbokförd Charles Valdemar Ericsson, född 21 april 1907 i Brokind, Vårdnäs socken, död 24 augusti 1963 i Vimmerby stadsförsamling, var en svensk målare och illustratör.
Han var son till bryggerikontoristen Carl Vilhelm Ericson och Amalia Langström samt från 1946 gift med Anna Vesta Hjördis Andersson.
Ericson studerade vid Blombergs målarskola i Stockholm 1932–1933 och gjorde studieresor till bland annat Finland, Danmark, Holland, Frankrike och Spanien. Han ställde ut separat några gånger och medverkade i en rad samlingsutställningar. Vid sidan av sitt eget skapande var han verksam som illustratör för några tidskrifter och ungdomslitteratur. Han hade samarbeten med bl a. Astrid Lindgren, som han även var klasskamrat med. Emellanåt signerade han sina alster med CHE. Ericson är representerad i Vimmerby kommun.